# Llei de llibertat educativa
La Llei 1/2024, de 27 de juny, de la Generalitat, per la qual es regula la llibertat educativa, més coneguda com a llei de llibertat educativa o llei Rovira (en referència al conseller José Antonio Rovira), és una llei de la Generalitat Valenciana. Principalment, regula l'ús de les tres llengües vehiculars de l'ensenyament al País Valencià (valencià, castellà i anglés) i la tria de la «llengua base» per part dels pares o tutors dels alumnes. La llei ha estat àmpliament criticada per sindicats docents (com ara STEPV), associacions de pares i entitats culturals (entre les quals Escola Valenciana i Acció Cultural del País Valencià), així com per un informe de la Universitat de València, atés el retrocés que, segons aquestes entitats, suposa pel que fa a l'ensenyament en valencià.

## Tramitació
La llei fou tramitada a les Corts Valencianes arran una proposició de llei presentada pel procediment d'urgència pel PP i Vox el 26 de març de 2024, registre d'entrada núm. 14829. Una vegada aprovada en sessió plenària, el 26 de juny, fou promulgada per Carlos Mazón, president de la Generalitat, el dia següent. Finalment, la llei Rovira fou publicada al Diari Oficial de la Generalitat Valenciana núm. 9880, del 28 de juny, data en la qual va entrar en vigor. Posteriorment, fou publicada al Butlletí Oficial de l'Estat núm. 192, del 9 d'agost.